# Makrýgialos (Piérie)
Makrýgialos, en grec moderne : Μακρύγιαλος, est un village du dème de Pýdna-Kolindrós, de Macédoine-Centrale en Grèce.
Selon le recensement de 2011, la population du village s'élève à 1 681 habitants.